# Victoria Cup
La Victoria Cup fu una competizione annuale di hockey su ghiaccio che vide affrontarsi una o più squadre europee con una o più squadre NHL. Deve il nome al Victoria Skating Rink, la pista di pattinaggio di Montréal dove si svolse il primo incontro di hockey su ghiaccio indoor documentato, il 3 marzo 1875.
La disputa del torneo è stata annunciata dalla Federazione internazionale dell'hockey su ghiaccio (IIHF) nel 2007, durante i campionati mondiali e la sua prima edizione nel 2008 rientrava nell'ambito delle celebrazioni del centenario della stessa federazione. Alla squadra vincitrice va un premio di 1 milione di franchi svizzeri.
Per l'edizione inaugurale (2008), si sono affrontati il Metallurg Magnitogorsk, campione 2007-08 della IIHF European Champions Cup (la Coppa dei campioni europea, alla sua ultima edizione con questa denominazione) ed i New York Rangers.
Dalla successiva edizione, la (o le) squadre europee proverranno dalla Champions Hockey League (la nuova coppa dei campioni) e si scontreranno contro una o più squadre provenienti dalla NHL, secondo modalità che potranno variare da stagione a stagione.

## Trofeo
La coppa, disegnata e realizzata dall'azienda italiana GDE Bertoni (la stessa che realizza la Coppa del Mondo FIFA), ed è caratterizzata dalla presenza di 12 stecche da hockey stilizzate in perspex azzurro, sei per lato a formare una V, su cui verranno incisi i nomi delle squadre vincitrici. La silhouette del trofeo è anche il simbolo della competizione.

## Albo d'oro
| Anno | Sede             | Incontro                        | Risultato | Vincitore        |
| ---- | ---------------- | ------------------------------- | --------- | ---------------- |
| 2008 | Berna, Svizzera  | Magnitogorsk - New York Rangers | 3 - 4     | New York Rangers |
| 2009 | Zurigo, Svizzera | ZSC Lions - Chicago Blackhawks  | 2 - 1     | ZSC Lions        |